# Matalbaniega
Matalbaniega ist ein spanischer Ort in der Provinz Palencia der Autonomen Gemeinschaft Kastilien und León. Zur ehemals selbständigen Gemeinde gehörten die Dörfer Corvio, Cenera de Zalima, Quintanilla de Corvio und Villanueva del Río. Diese kamen zum Teil mit Matalbaniega in den 1970er Jahren zu Aguilar de Campoo. Matalbaniega befindet sich sieben Kilometer nördlich vom Hauptort der Gemeinde.

## Sehenswürdigkeiten
- Die romanische Pfarrkirche San Martín, seit 1993 als Baudenkmal (Bien de Interés Cultural) klassifiziert, wurde Ende des 12. Jahrhunderts errichtet. Die Kirche, außerhalb des Ortes liegend, gehörte zu einem ehemaligen Kloster.